# Joseph Chong
Kwee Lim „Joseph” Chong (ur. w 1922) – malajski strzelec, olimpijczyk. 
Brał udział w Letnich Igrzyskach Olimpijskich 1956 (Melbourne). Startował w jednej konkurencji, w której zajął ostatnie miejsce.

## Wyniki olimpijskie
| Igrzyska | Konkurencja            | Wynik                           | Miejsce | Źródło |
| -------- | ---------------------- | ------------------------------- | ------- | ------ |
| IO 1956  | Pistolet dowolny, 50 m | 438 punktów (56-70-78-75-77-82) | 33.     | [ 1 ]  |